# Gortyna plumbea
Gortyna plumbea är en fjärilsart som beskrevs av Warnecke 1959. Gortyna plumbea ingår i släktet Gortyna och familjen nattflyn. Inga underarter finns listade i Catalogue of Life.